# Recensent
Recensent, en person vars arbete är att recensera, det vill säga göra en grundlig analys och bedömning av ett konstnärligt verk, och därefter vanligen göra en betygsättning av detta för publicering. Saker som vanligen recenseras är till exempel film, litteratur, teaterföreställning, musikalbum eller tv-spel. För att kunna göra bra recensioner krävs att man är väl insatt i ämnet och har en djup och bred kunskap inom området, för att kunna värdera det konstnärliga värdet i verket. 
Någon formell utbildning eller yrkesväg finns inte till yrket. Recensioners betydelse eller funktion är ibland ovisst, men fungerar i huvudsak som en konsumentupplysning.
Recensioner har blivit ett vanligt inslag i reportageprogram, som Nyhetsmorgon, Gomorron Sverige och diverse radioprogram.
Exempel på en recension där recensenten Jan Aghed inte gillade filmen, Staying Alive (1983):
| ”                 | Skrivet, regisserat och producerat av Sylvester Stallone, förefaller det hela som spökskrivet av dennes alter ego Rocky efter vid pass åtta nedslagningar | „ |
| – Jan Aghed 1983. | |   |

## Kända recensenter
- Anna Hallberg
- Gunnar Rehlin
- Natalia Kazmierska
- Nils Petter Sundgren
- Margareta Sörenson
- Marcus Rossheim
- Hans Wiklund
- Agneta Norrgård
- Åsa Moberg
- Jan Aghed

## Recensionsprogram
- Filmkrönikan
- Sundgren & Wiklund
- Kulturnyheterna